# Diocèse de Cabimas
Le diocèse de Cabimas (en latin : Diœcesis Cabimensis ; en espagnol : Diócesis de Cabimas) est un diocèse de l'Église catholique au Venezuela, suffragant de l'archidiocèse de Maracaibo.

## Territoire

Carte des diocèses du Venezuela avec le diocèse de Cabimas en rouge

Le diocèse couvre la côte Nord-Est du lac Maracaibo dans l'État de Zulia, l'autre partie de cet État étant partagé par les diocèses de Machiques et d'El Vigía-San Carlos del Zulia et par l'archidiocèse de Maracaibo. Son territoire est de 9 342 km2 divisé en 41 paroisses avec son siège épiscopal à Cabimas où se trouve la cathédrale de Notre-Dame du Rosaire (es).

## Histoire
Le diocèse est érigé le 23 juillet 1965 par la bulle Christianae familiae du pape Paul VI en prenant une partie du territoire du diocèse de Maracaibo (aujourd'hui archidiocèse) et devient suffragant de l'archidiocèse de Mérida jusqu'au 30 avril 1966, date à laquelle il rejoint la province ecclésiastique de l'archidiocèse de Maracaibo.
Le 7 juillet 1994, il cède une partie de sa circonscription pour l'érection du diocèse d'El Vigía-San Carlos del Zulia.

## Évêques
- Constantino Maradei Donato (1965-1969), nommé évêque de Barcelona
- Marco Tulio Ramírez Roa (1970-1984), nommé évêque de San Cristóbal
- Roberto Lückert (1985-1993), nommé archevêque de Coro
- Freddy Jesús Fuenmayor Suárez (1994-2004), nommé évêque de Los Teques
- William Enrique Delgado Silva (2005-2018)
  - Ángel Francisco Caraballo Fermín, évêque auxiliaire de Maracaibo, administrateur apostolique (2018-2019)
- Ángel Francisco Caraballo Fermín (2019-2025), nommé archevêque de Cumaná

## Sources
- www.catholic-hierarchy.org